# Saldes
Saldes est une commune d'Espagne dans la communauté autonome de Catalogne, province de Barcelone, de la comarque de Berguedà

## Géographie

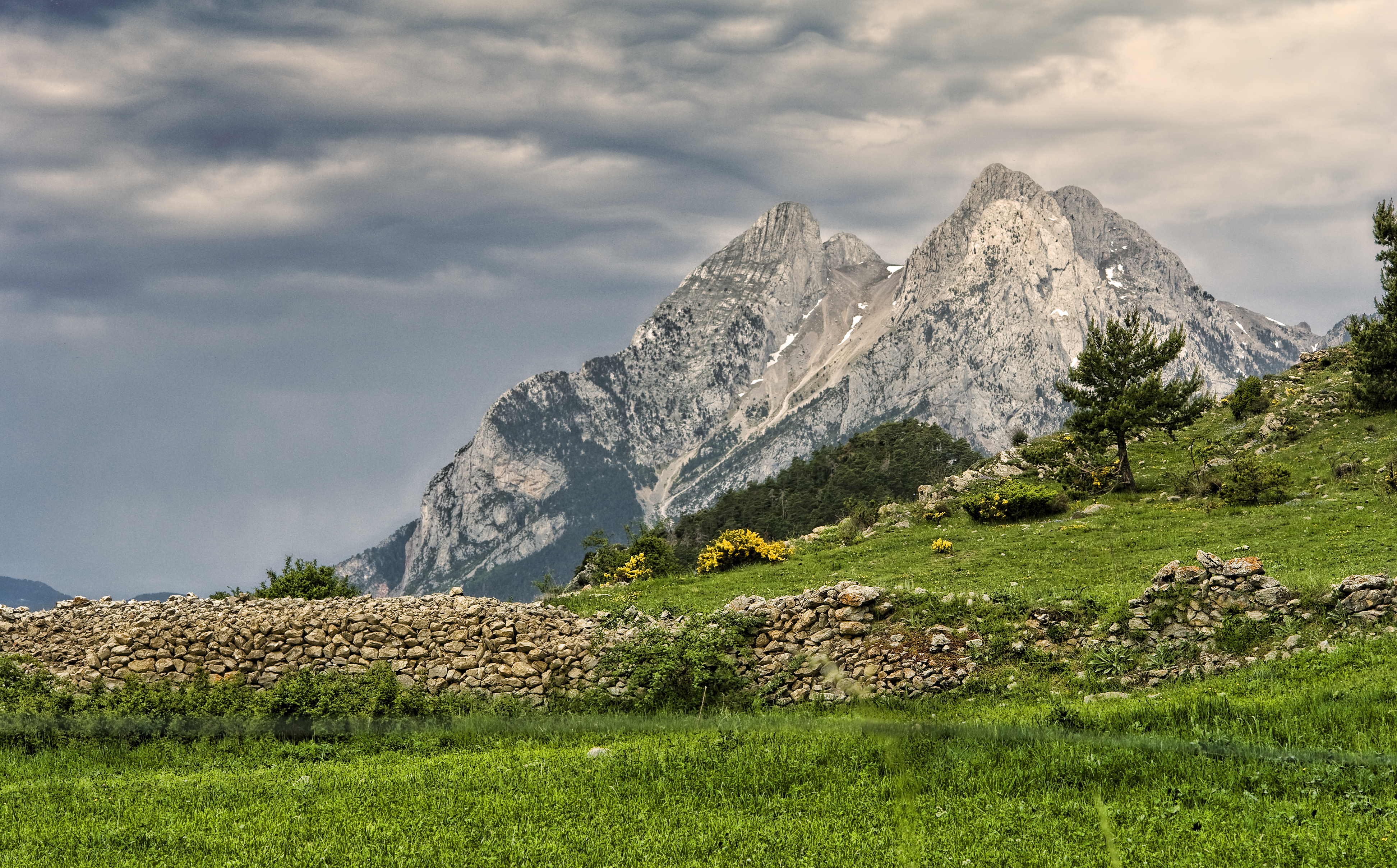
Pedraforca